# Plano Focal
Plano Focal: Revista Técnica de Fotografia, Cinema, Rádio e Artes Gráficas teve início em fevereiro de 1953, tendo saído a público um total de quatro números, sob a direção de Jaime Bessa e redação de José Ernesto de Sousa. Destacou-se pela sua vertente técnica, apresentando o desafiante propósito de “responder aos problemas postos pelas pessoas interessadas em fotografia, cinema, som, rádio, artes gráficas e propedêutica da publicidade, desde o amador apenas principiante ao profissional mais experimentado”.